# リヒテンベルク区
リヒテンベルク区 (リヒテンベルクく、Bezirk Lichtenberg) は、ドイツ連邦共和国の首都ベルリン特別市北東部にある行政区 (Bezirk) である。
2001年1月1日、ベルリンの行政改革により、リヒテンベルク区がホーエンシェーンハウゼン区を吸収合併し、現在の区となった。
区内にベルリンの2大動物園の1つ ティーアパーク・ベルリンがある。
また旧東ドイツの秘密警察・諜報機関の国家保安省シュタージの本部があった。現在はシュタージ博物館となっている。

## 関係者
出身者
- ドロテア・フォン・ビロン（クールラント公王女） - 他の称号にタレーラン公妃、サガン女公爵、ディーノ公妃。仏政治家タレーランの養子の妻、かつタレーラン本人の妾。フリードリヒスフェルデ城生まれ。

## 姉妹都市
- カリーニングラード（ロシア）